# كأس الإمبراطور 2008
كأس الإمبراطور 2008 (باليابانية: 第88回天皇杯全日本サッカー選手権大会) هو الموسم 88 من كأس الإمبراطور. كان عدد الأندية المشاركة فيه 82، وفاز فيه غامبا أوساكا.